# Ingrid Schubert
Ingrid Schubert, född 7 november 1944 i Ebern, död 12 november 1977 i JVA München, München, var en västtysk medlem av Röda armé-fraktionen. Hon deltog i fritagningen av den fängslade RAF-grundaren Andreas Baader i maj 1970 samt i flera bankrån.

## Biografi
Ingrid Schubert var dotter till den nazistiske politikern och borgmästaren Franz Schubert (1905–1992). Ingrid Schubert studerade medicin vid Freie Universität Berlin och avlade läkarexamen i mars 1970.
En av RAF:s grundare, Andreas Baader, hade tillsammans med bland andra Gudrun Ensslin förövat brandattentat mot varuhusen Schneider och Kaufhof i Frankfurt am Main den 2 april 1968. Man sade senare att detta var en reaktion på de tonvis med brandbomber som USA släppte över Vietnam. Baader och Ensslin ville göra vanliga tyskar medvetna om vad som var många vietnamesers vardag.
Baader och Ensslin dömdes till tre års fängelse, men flydde till Paris, då de blev tillfälligt frigivna i samband med ett överklagande. I början av april 1970 arresterades Baader och fängslades på nytt. Ensslin övertalade då sin väninna Ulrike Meinhof att delta i en fritagning av Baader. Då en aktion mot Justizvollzugsanstalt Tegel i Berlin i princip var praktiskt omöjlig, slog man den 14 maj 1970 till mot Deutsches Zentralinstitut für soziale Fragen (DZI), dit Baader hade fått några timmars permission. Tillsammans med Schubert och den då 19-åriga Irene Goergens samt två hittills icke identifierade personer lyckades Ensslin och Meinhof frita Baader.
Fritagningen av Andreas Baader i maj 1970 anses vara Röda armé-fraktionens födelse. Påföljande månad publicerade RAF sin första programmatiska skrift, i den anarkistiska tidskriften Agit 883.
Under sommaren 1970, från juni till augusti, vistades Schubert och ett tjugotal andra RAF-medlemmar, däribland Baader, Horst Mahler, Ensslin, Meinhof, Peter Homann och Brigitte Asdonk på ett Fatah-läger i Jordanien för att där få grundläggande militär utbildning.
Under hösten 1970 deltog Schubert i minst tre bankrån i Berlin. Vid ett av rånen körde hon rånarnas flyktbil. Den 8 oktober greps hon i Berlin tillsammans med Mahler, Asdonk och Goergens. Ett halvår senare, i april 1971, dömdes hon till tretton års fängelse för delaktighet i Baader-fritagningen 1970, mordförsök och flera bankrån; hennes medåtalade var Mahler och Goergens. Från 1976 till 1977 satt hon inspärrad i JVA Stuttgart-Stammhem tillsammans med en rad andra RAF-medlemmar, bland andra Baader, Ensslin, Meinhof, Jan-Carl Raspe, Irmgard Möller och Brigitte Mohnhaupt. 
Under den så kallade Deutscher Herbst 1977 försökte medlemmar ur RAF:s andra generation att genom kidnappning och flygplanskapning få Schubert, Baader, Ensslin, Raspe med flera frisläppta. Dessa spektakulära aktioner misslyckades, och natten till den 18 oktober 1977, benämnd Dödsnatten, påträffades Baader och Ensslin döda i sina celler. Raspe var dödligt sårad och avled på sjukhus.
Ingrid Schubert påträffades den 12 november 1977 död i sin cell i JVA Stadelheim. Enligt utredningen hade hon begått självmord genom att hänga sig i ett sönderrivet lakan i cellens fönstergaller.